# 검은아구티
검은아구티(Dasyprocta fuliginosa)는 아구티과에 속하는 남아메리카 설치류의 일종이다. 베네수엘라 남부와 콜롬비아 동부, 에콰도르 동부, 브라질 서부 그리고 페루 북동부의 아마존 우림 북서부에서 발견된다. 콜롬비아 북부의 마그달레나 강 계곡에서도 떨어져 분포한다. 몸무게는 3.5~6kg이다. 전체적으로 백발이 섞인 검은색을 띠며, 목은 흰색이다. 다른 아구티처럼, 검은아구티는 주행성 동물로 혼자 또는 한 쌍이 함께 생활하고, 과일과 견과류를 먹는다. 숲과 우거진 잡목 지대, 사바나 지역 그리고 경작지에서 발견된다. 페루에서는 아마존 우림에 제한적으로 분포하며, 저지대 열대 다우림(多雨林) 지역 전체와 고지대 열대 다우림의 대다수 지역에서 발견된다. 해발 2000m와 그 이상 지역에서 발견된다. 아구티는 물에 근접해서 생활하며, 모든 종류의 강 유역에서 발견된다. 일부 지역에서는 강둑을 따라서 또는 나무 뿌리 아래의 석회암으로 된 둥근 돌 사이에 굴을 만든다.